# Scrapped Princess
Scrapped Princess (スクラップド・プリンセス, Sukurappudo Purinsesu, La princesse abandonnée) est un anime de 24 épisodes basé sur le light novel écrit par Ichiro Sakaki (en) et illustré par Yukinobu Asami (également appelé Nakayohi Mogudan), un artiste produisant des dōjinshis pour adultes. Il a été réalisé par Soichi Masui (Takahiro Komori, ayant travaillé sur Cowboy Bebop, au character design), produit par le Studio Bones et Kadokawa Shoten, et diffusé sur WOWOW entre le 8 avril et le 7 octobre 2003.
Le genre est un mélange de fantastique, post-apocalyptique et science-fiction.
Une adaptation en manga (3 volumes) est dessinée par Go Yabuki, sur une histoire différente reprenant le monde avant la libération et les trois personnages principaux. Elle a été prépubliée dans Monthly Comic Dragon, publiée par Kadokawa Shoten au Japon et par TOKYOPOP aux États-Unis. L'anime y est distribué par Bandai, par Déclic Images en France.
Le nom de la série est couramment abrégé au Japon en SutePri, pour suteta purinsesu (捨てたプリンセス, la Princesse abandonnée), bien que le titre soit en anglais.

## Histoire
L'histoire tourne autour de Pacifica Casull, jeune fille de 15 ans née au sein de la famille royale du royaume de Leinwan puis abandonnée. En effet, la 5111e prophétie de Grendel prédit qu'elle est le poison qui détruira le monde le jour de son 16e anniversaire. En conséquence, elle fut jetée d'une falaise encore bébé. Malgré tout, elle survécut à sa chute et son destin lui valut son surnom de « Scrapped Princess ».
Pacifica fut secourue par un mage de la cour et adopté par la modeste famille Casull. Ses frères et sœurs adoptifs - Shannon l'épéiste solitaire et Raquel la magicienne maternelle - deviennent ses protecteurs. Tous deux sont extrêmement puissants, et plus souvent que le contraire, brisent aisément les difficultés que le groupe rencontre.
Sa fratrie voyage avec elle durant la majeure partie de l'histoire, la protégeant des nombreux attentats perpétrés par ceux qui craignent le résultat de la prophétie si elle venait à survivre jusqu'à son anniversaire. Les capacités des deux sont de fait constamment utilisées. Au contraire, Pacifica est en majeure partie une jeune fille de 15 ans typique, et son incapacité à se défendre elle-même est une source fréquente de doute pour elle. Au fur et à mesure de la progression, la vérité sur la prophétie se révèle doucement, et le destin de Pacifica, détruire le monde, semble être un mensonge. Elle doit découvrir sa destinée cachée, alors même que des êtres puissants - supposément les envoyés des dieux de ce monde - continuent de se battre les uns contre les autres pour son destin, cherchant à la protéger ou à la détruire.

## Placement historique et géographique
Scrapped princess se déroule aux alentours des années 7000 à 8000 apr. J.-C. En effet, durant l'épisode 13, il est précisé que l'humanité se situe au niveau de développement du Moyen Âge, période qui aurait eu lieu 6 000 ans auparavant. Considérant que le Moyen Âge se déroula entre 382 et 1492 apr. J.-C., nous obtenons cette estimation, avec la Guerre de la Genèse se déroulant entre 2000 et 3000, 5000 ans avant l'époque de l'anime.
Le continent où l'humanité se trouve confinée s'appelle « Dustvin » (prononciation japonaise de dust bin), mot provenant d'un ancien langage où il signifiait « poubelle ». Il s'agit donc bien sûr de l'anglais.

## Personnages
- Pacifica Casull (パシフィ カ カスール, pashifica kasūru?) :

La Princesse abandonnée (Scrapped Princess). Jetée d'une falaise lorsque bébé, elle survécut et fut adoptée par la famille Casull, en devenant le plus jeune membre. Avec ses cheveux blonds et ses yeux bleus, elle est le portrait craché de sa mère, et sa nature douce ne laisse supposer aucun mauvais dessein. Elle est jeune et innocente, malgré tout ce qui se déroule autour d'elle. Pacifica s'interroge sur la raison de toutes les souffrances qui adviennent de par son existence et s'en estime coupable. Une prophétie déclare en effet qu'elle détruira le monde lors de ses 16 ans. Elle ressemble trait pour trait à Sillia Mauser (à l'exception de cheveux plus foncés et d'une différence de taille), la devineresse qui fut une composante vitale de la lutte contre les aliens lors de la Guerre de la Genèse.
- Shannon Casull (シャノン カスール, shanon kasūru?) :

Cadet de la famille Casull à la suite de l'adoption de Pacifica, épéiste aguerri, il a juré de défendre à tout prix la vie de Pacifica. Il est calme et réservé, malgré toutes les difficultés rencontrées par la famille Casull. Shannon est le petit frère de Raquel et le grand frère adoptif de Pacifica. Plus tard dans la série, il fusionne avec Zefiris pour devenir un D-Knight. Étrangement, il ressemble presque exactement à l'ancien maître de celle-ci, Becknum Mauser.
- Raquel Casull (ラクウェル カスール, rakuweru kasūru?) :

L'aînée des enfants Casull, elle est une puissante magicienne et se révèle plus rapide dans son art que la plupart de ses opposants. Elle remplit le rôle de mère de substitution dans la famille et conserve toujours une attitude calme et bienvaillante. Comme Shannon, elle a une ressemblance frappante avec Celia et la sœur de Becknum Mauser.
- Leopold Scorpos (レオポルド スコルプス, reoporudo sucorupusu?) :

Aîné du Duc Scorpos et hériter du fief de son père, il a la haute aspiration de devenir un grand et noble chevalier, sauvant les demoiselles en détresse et apportant la justice au monde entier. Durant son périple, il découvre le groupe Casull aux prises avec un groupe de bandits et, épée au clair, charge du haut de la colline sur son noble destrier, Parabellum, pour leur venir en aide. Hélas, la tentative héroïque ne se passe pas comme prévu, mais, posant les yeux sur Pacifica, il devient confus et se met à lui demander fréquemment sa main. Essayant toujours de comprendre ce qu'est la chevalerie et le fait d'être un bon chevalier, Leo décide de protéger coûte que coûte Pacifica.
- Christopher Armalite/Bailaha (クリストファ ア-マライト, kurisutofā āmaraito?) :

Chef de l'unité d'élite de l'armée Obstinate Arrow, il tente de tuer la Princesse abandonnée et enlève Winia Chester pour tendre un piège aux Gardiens. Il est battu en duel par Shannon et tenu de se tenir à l’écart en échange de sa vie. Plus tard, pour lui permettre d'avoir accès aux ressources du château, il est officiellement adopté par la Baronne Bailaha. Plus tard encore, il rejoint le camp de Pacifica. Il joue donc le rôle de l'adversaire intègre.
- Winia Chester (ウイニア チェスタ, uinia chesuta?) :

Winia Chester est une domestique dans une auberge, introvertie et solitaire. Accueillie et élevée par son oncle par pitié pour elle après la mort de ses parents, elle passe beaucoup de temps avec Pacifica et devient son amie, retrouvant le sourire et même riant parfois. Lorsque Christopher l'enlève au Canyon de glace, il lui révèle l'identité de Pacifica. Bien qu'initialement embarrassée et incapable d'accepter le fait que sa proche amie soit "le poison du monde", Winia revient vers elle et continue de partager une proche amitié avec Pacifica.
- Zefiris (ア-フィ ゼフィリス, āfi zefirisu?) :

Être immatériel très puissant, elle est, comme les Peacemakers, une intelligence artificielle de combat créée durant la Guerre de la Genèse. Zefiris est le dernier Dragon du monde de Providence en pleine possession de ses moyens. Au début de la série, Zefiris se matérialise dans l'air, demandant à Pacifica de dire à Gloria (un autre Dragon, ayant pris la forme d'une grenouille géante) de s'endormir. Gloria reprend alors forme humaine et disparaît. Au départ, Zefiris se contente de donner aux Casull des informations sur des assassins envoyés contre Pacifica, mais plus tard, elle semble avoir un désir caché de vengeance. Après avoir battu le Peacemaker Galil en fusionnant avec Shannon, elle l'appelle « mon maître ». Il se révèle que Zefiris est un dragon ayant combattu avec son maître Becknum Mauser 5000 ans auparavant, lors de la Guerre de la Genèse. Calme, solennelle et silencieuse, Zefiris est souvent aux prises avec le dilemme sur le fait de suivre le plan écrit il y a 5000 ans pour libérer les hommes de ce monde scellé. Ce plan, conçu pour être exécuté à tout prix, même si de nombreuses personnes, qui ne sont après tout que des « êtres fous », devaient être sacrifiées pour un bien supérieur. Cette interrogation sur le plan contraste avec les vues de Nathalie, autre Dragon, qui tente de faire un lavage de cerveau sur Shannon grâce à ses pouvoirs.

## Anecdotes
La plupart des noms de personnages et de lieux sont des clins d'œil à des armes à feu modernes et à leurs fabricants :
- La famille Casull : la très puissante cartouche .454 Casull pour les armes de poing
- Winia Cheste : la carabine Winchester, et sa ville natale, Taurus, fabricant brésilien d'armes de poing
- Christopher Armalite : la firme ArmaLite
- Doyle Barrett : la compagnie des armes à feu Barrett
- Le royaume Leinwan (Linebaugh) et sa capitale Sauer (le fabricant SIG-Sauer)
- La ville de Manuri, Manurhin, société de fabrication d'armes, ayant construit le revolver Manurhin MR-73 (ancien revolver des forces de police Françaises)
- L'Empire de Giat, fabricant d'armes et de véhicules militaires français Giat Industries
- Prophétie de Grendel, nom d'une munition, le Grendel 6,5 mm
- Les commandants Sturm (le fabricant Sturm Ruger) et Peters-Stahl
- Lord Mauser et son contraire Lord Browning, deux fabricants d'armes
- Les Peacemakers Galil, Steyr, Socom et Cz sont des armes (Colt Peacemaker, IMI Galil, Heckler & Koch SOCOM) ou des fabricants d'armes (Mannlicher Steyr et Ceska Zbrojovka/Cz)
- L'unité d'élite "Blackhawks" - Le révolver Ruger Blackhawk
- La monnaie Cetme (CETME, entreprise espagnole)
- Les chevaux Makarov, Dragunov et Parabellum (pistolet mitrailleur Makarov PM, fusil de précision Dragunov, munition 9 mm Parabellum)
- Les noms Hogue, Tasco Scorps (Tasco scopes), et Leopold Scorpse (Leupold scopes) sont des accessoires d'armes à feu
- Les Dragoons (Colt Dragon)

## Anime

### Seiyū
- Fumiko Orikasa : Pacifica Casull
- Sayaka Ohara : Raquel Casull
- Shinichiro Miki : Shannon Casull
- Ayako Kawasumi : Winia Chester
- Kaori Mizuhashi : Zepheris
- Katsuyuki Konishi : Fulle
- Kazuya Nakai : Galil et Sokom
- Takahiro Mizushima : Christopher Armalite
- Takashi Kondō : Leopolde Scorpse
- Tetsuo Kanao (en) : Doyle Barrett
- Tomoe Hanba : CZ/Sim
- Yuki Matsuoka : Seness Lulu Giat

### OST
Opening
Au Japon : Little Wing, chanté par JAM Project avec Masami Okui
En France : Un nouveau jour, chanté par Valérie Uzan (même musique, sens à peu près similaire)
Ending
Au Japon : Daichi no la-li-la (「大地の la-li-la」, la-li-la de la Terre), chanté par Yoko Ueno et Masumi Itō
En France : Une larme d'amour, chanté par Valérie Uzan (même musique, sens à peu près similaire)